# Autogünefília
Az autogünefília vagy autogünekofília (görög αὐτό- „maga” + γῦνή „nő” + φῖλία „szeret”) egy Ray Blanchard szexológus által 1989-ben megalkotott terminus. A kifejezés azt fedi le, hogy egy férfi szexuálisan felgerjed arra, hogy elképzeli magát nőként. Ez a cross-dressing egyfajta fétisiszta változataként lett megállapítva.
Az autogünefíliát az Amerikai Pszichológusok Szövetsége ismerte fel, amit nemi identitászavarként írtak le: „a nők felé, mindkét nem felé vagy egyik nem felé sem szexuális érdeklődést mutató férfiak erotikus késztetést éreznek azzal, hogy elképzelik magukat nőként”.